# Le Chevalier au masque de dentelle
Pour plus de détails, voir Fiche technique et Distribution.
Le Chevalier au masque de dentelle (titre original : The Highwayman) est un film américain réalisé par Lesley Selander, sorti en 1951.

## Fiche technique
- Titre original : The Highwayman
- Réalisation : Lesley Selander
- Scénario : Alfred Noyes, Jack DeWitt, Duncan Renaldo, Henry Blankfort
- Musique : Herschel Burke Gilbert
- Photographie : Harry Neumann
- Montage : Bernard W. Burton
- Direction artistique : Martin Obzina
- Décors : Julia Heron
- Costumes : Berman
- Chorégraphe : Ralph Faulkner
- Producteur : Hal E. Chester
- Producteur associé : Bernard W. Burton
- Société de production : Jack Dietz Productions
- Pays de production : États-Unis
- Durée : 82 minutes
- Date de sortie :
  - États-Unis : 12 août 1951

## Distribution
- Philip Friend : Jeremy
- Charles Coburn : Lord Walters
- Wanda Hendrix : Bess Forsythe
- Cecil Kellaway : Lord Herbert
- Victor Jory : Lord Douglas
- Scott Forbes : Sergent
- Virginia Huston : Lady Ellen Douglas
- Dan O'Herlihy : Robin
- Henry Morgan : Tim
- Albert Sharpe : Forsythe
- Lowell Gilmore : Oglethorpe
- Alan Napier : Barton
- John Alderson : soldat britannique (non crédité)
- Paul Cavanagh : rôle non crédité
- Robert Karnes : Redcoat (non crédité)
- Patrick O'Moore : Loyaliste (non crédité)
- Norma Varden : la douairière au bal (non créditée)